# Suzanne Mansion
Suzanne Mansion (* 30. Juli 1916 in Liège; † 28. August 1981 in Woluwe) war eine belgische Philosophiehistorikerin.
Suzanne Mansion ist die Tochter des Sprachwissenschaftlers Joseph Mansion, die Enkelin des Mathematikers Paul Mansion und die Nichte des Philosophiehistorikers Augustin Mansion.
Nach ihrer Promotion in Philosophie im Jahr 1941 wurde sie 1946 maître agrégé am Institut supérieur de philosophie (École Saint-Thomas d’Aquin) (1946), die erste Frau in diesem Rang. Von 1968 an war sie Professorin an der Université Catholique de Louvain und hielt zahlreiche Vorträge in den USA, Kanada und in Afrika.
Suzanne Mansion war wie ihr Onkel Augustin Mansion Spezialistin für Aristoteles.

## Schriften (Auswahl)
- Études aristotéliciennes. Éditions de l’Institut supérieur de philosophie, Louvain-la-Neuve, 1984, ISBN 90-6831-007-0. – Rezension von Nicholas P. White, in: Ancient Philosophy 8(2), 1988, 301–304, online
- Le Jugement d’existence chez Aristote. Éditions de l’Institut supérieur de philosophie, Louvain-la-Neuve, 1976